# Stefan Kozak
Stefan Kozak (ur. 11 sierpnia 1937 w Wierzbicy) – ukraiński i polski ukrainoznawca, profesor zwyczajny doktor habilitowany Uniwersytetu Warszawskiego, prezes Polskiego Towarzystwa Ukraińskiego, przewodniczący Towarzystwa Naukowego im. Tarasa Szewczenki w Polsce, zagraniczny członek Narodowej Akademii Nauk Ukrainy, członek Ukraińskiej Wolnej Akademii Nauk w Nowym Jorku.

## Życiorys
Urodził się w rodzinie ukraińskiej, która w 1947 została w ramach Akcji „Wisła” przesiedlona do Pieniężna. Po egzaminie dojrzałości, jako stypendysta w 1957 wyjechał do Kijowa, gdzie rozpoczął studia z zakresu filologii ukraińskiej na Uniwersytecie im. Tarasa Szewczenki. Naukę kontynuował na studiach doktoranckich, które ukończył w 1967. W tym czasie powrócił do Polski, zamieszkał w Warszawie i podjął pracę w Instytucie Słowianoznawstwa Polskiej Akademii Nauk, pracował tam do 1978. Od 1968 do 1974 był sekretarzem naukowym kwartalnika "Slavia Orientalia", został zwolniony z pracy za kontakty ze środowiskiem "szistdesiatnyków" i przewożenie do ZSRR zakazanej ukraińskiej literatury emigracyjnej, równocześnie zakazano mu wjazdu na Ukrainę, zniesiono ten zakaz w 1989. Pracę habilitacyjną obronił Uniwersytecie Wrocławskim uzyskując w 1977 stopień doktora habilitowanego. W 1978 uzyskał tytuł dr. hab. Instytutu Słowianoznawstwa PAN. W 1981 rozpoczął pracę w Katedrze Ukrainistyki Uniwersytetu Warszawskiego, przez dziewięć lat kierował Katedrą Komparatystyki Polsko-Wschodniosłowiańskiej. Od 1990 kierował Katedrą Ukrainistyki (do 2005 Filologii Ukraińskiej). W latach 1982–1989 był członkiem Rady Naukowej Stacji Naukowej Polskiego Towarzystwa Historycznego w Przemyślu. Po jej likwidacji należał do grupy inicjatywnej dążącej do powstania Południowo-Wschodniego Instytutu Naukowego. W 1989 po ukazaniu się książki o Bractwie Cyryla i Metodego otrzymał tytuł profesora nadzwyczajnego, rok później został kierownikiem Katedry Ukrainistyki. Od 1990 pełni funkcję prezesa Polskiego Towarzystwa Ukrainoznawczego, którego był współzałożycielem. W 1993 uzyskał tytuł profesora zwyczajnego. W uznaniu zasług na polu działalności naukowej Stefan Kozak otrzymał na wielu ukraińskich uczelniach tytuł doktora honoris causa m.in. Uniwersytetu Kijowskiego (1993), Narodowego Uniwersytetu Przykarpackiego im. Wasyla Stefanyka w Iwano-Frankiwsku (2000) i Uniwersytetu w Czerniowcach. Na propozycję Katolickiego Uniwersytetu Lubelskiego od 1992 do 2002 prowadził wykłady i seminaria z zakresu literatury i kultury ukraińskiej.

## Działalność naukowa
W 1969 zorganizował konferencję związaną z dwusetną rocznicą urodzin Iwana Kotlarewskiego, a w 1971 setną Łesi Ukrainki (Łarysy Kosacz-Kwitki). Należy do grupy organizatorów odbywających się co roku międzynarodowych konferencji ukrainoznawczych "Polsko-Ukraińskie spotkania", pełni funkcję redaktora ukazującego się rocznika "Warszawskie Zeszyty Ukrainoznawcze", należy do wielu działających w Polsce i na świecie komitetów redakcyjnych i organizacji naukowych m.in. "Suczasnist'", "Ukrainian Quarterly", "Slavia Orientalis" (1968–1974 sekretarz naukowy), "Przegląd Wschodni", "Studia Litteraria Polono-Slavica". Przedmiotem badań naukowych Stefana Kozaka są związki łączące literaturę ukraińską z historią i świadomością narodową, religią, obyczajowością i uwarunkowaniami społeczno-politycznymi. Interesuje się również historią i współczesnością stosunków polsko-ukraińskich, dziejami chrześcijaństwa i Cerkwi na Ukrainie.

## Publikacje
- U źródeł romantyzmu i nowożytnej myśli społecznej na Ukrainie (1978)
- Ukraińscy spiskowcy i mesjaniści (1990)
- Ukraiński preromantyzm (2003)
- Ukrajinska zmowa i mesjanizm (2004)
- Polacy i Ukraińcy. W kręgu myśli i kultury pogranicza (2005)
- Z dziejów Ukrainy. Religia, kultura, myśl społeczna (2006)
- Chrystijanswo-romantycznyj-mesjanizm-suczasnist (Kijów 2011)
- Szewczenkoznawczi ta poriwnialni studii (Kijów 2012)
- Literaturno-kulturolohiczni memorabilia (Przemyśl 2017)
- Współredaktor tomu studiów Z dziejów stosunków literackich polsko-ukraińskich (1974), L époque napoléonienne et les Slaves (1982) oraz twórczości Łesi Ukraiński, Aleksandra Dowżenki i antologii poezji ukraińskiej.
- Działalności dydaktycznej, naukowej, organizacyjnej i wydawniczej Stefana Kozaka poświęcone są dwie publikacje: Ukraina – teksty i konteksty. Symbole in honorem (Warszawa 2007), a także kręgu historii i kultury Słowian Wschodnich (Lublin KUL 2008).

Ponad 300 artykułów, publikacji i recenzji.

## Odznaczenia
- Order Za Zasługi II stopnia (Ukraina, 2008)[2]
- Order Za Zasługi III stopnia (Ukraina, 1997)[1]
- Medal "Pro Ecclesia et Pontifice" (2001)
- Krzyż Kawalerski Orderu Odrodzenia Polski (2003)[3]
- Order Księcia Jarosława Mądrego (2003)
- Medal za zasługi dla Uniwersytetu Warszawskiego (2007)